# Georgetown (comté de Chatham, Géorgie)
Pour les articles homonymes, voir Georgetown.
Pour le siège du comté de Quitman, situé dans le même État, voir Georgetown, comté de Quitman (Géorgie).
Georgetown est une census-designated place située dans le comté de Chatham, dans l’État de Géorgie. Lors du recensement de 2010, sa population s’élevait à 11 823 habitants.

## Source
- (en) Cet article est partiellement ou en totalité issu de l’article de Wikipédia en anglais intitulé « Georgetown, Chatham County, Georgia » (voir la liste des auteurs).